# 克里米亞國旗
克里米亞國旗于1992年克里米亚自治共和国開始使用，于乌克兰克里米亚自治共和国议会并于1999年正式采用，2014年俄罗斯侵占克里米亚后沿用于其建立的不受国际承认的克里米亚共和国，但調整了藍色。
國旗長寬比例為1:2。自上而下為藍、白、紅三色條紋。其中白色部分占旗幟的三分之二，紅色與藍色部分各占六分之一。如果被垂直升起，這面旗幟的藍條應位於左邊，紅條位於右邊。

## 歷史
蘇聯解體后，許多克里米亞的独立组织使用了各種設計。曾經被公開使用得最為普遍的設計是帶有藍色克里米亞地圖輪廓的白底旗幟，類似于現在塞浦路斯國旗。但許多克里米亞議會的成員都支持另一種“白底，頂部為七彩彩虹色”的版本。儘管如此，1992年5月5日克里米亞自治共和國宣佈，沒有任何方案被選中。
1992年6月5日，五種方案被提交給克里米亞議會：
1. 藍白相間，中間為較寬的白色底色，頂部與底部為較窄的藍條。
2. 白底，頂部為七彩彩虹色。
3. 白色與淺藍色兩色旗。
4. 黃綠藍三色，加上一條面積相同的紅條豎懸一側。
5. 目前的藍白紅三色設計，并在圖案中間帶有國徽（纹章）。

最終，V. Trusov和A. Malgin所設計的方案5被選為克里米亞的國旗。G. Jefetov和V. Jagunov設計的國徽被建議在旗幟中進行展示出來。旗幟的最終設計于1992年9月24日被第二次提交給克里米亞最高委員會。直到1999年4月21日，這一設計才被正式通過。

### 历史国旗
- 克里米亚鞑靼人、克里米亚汗国的旗帜
- 克里米亚鞑靼人、克里米亚汗国的旗帜
- 克里米亚鞑靼人、克里米亚汗国的旗帜

### 克里米亚人民共和国国旗
- 克里米亚人民共和国

### 克里米亚苏维埃社会主义自治共和国国旗
- 克里米亚苏维埃社会主义共和国 1918-1919
- 克里米亚苏维埃社会主义自治共和国 1921-1945

## 外部連結
- Verkhovna Rada of Crimea（页面存档备份，存于） — "On the Flag of the Autonomous Republic of Crimea"
- fotw.net — Autonomous Republic of Crimea (Ukraine)
- Ukrainian heraldry（页面存档备份，存于） — Flag of Crimea